# Cinderella-astrild
De Cinderella-astrild (Glaucestrilda thomensis synoniem: Estrilda thomensis) is een vogel uit de familie van de prachtvinken (Estrildidae). 

## Verspreiding en leefgebied
Deze soort komt voor in Angola en Namibië.